# Tina Connelly
Tina Connelly, född 16 augusti 1970, är en friidrottare från Kanada. Hon deltog vid olympiska sommarspelen 2000.